# فرار از سینما لیبرتی
فرار از سینما لیبرتی (لهستانی: Ucieczka z kina Wolność) یک فیلم درام لهستانی به کارگردانی وویچیخ مارچفسکی است که در سال ۱۹۹۰ منتشر شد.
این فیلم در بخش نوعی نگاه در جشنواره فیلم کن ۱۹۹۱ به‌نمایش درآمد.

## بازیگران
- میخاو بایور
- یانوش گایوس
- پیوتر فرونچوسکی
- زبیگنیف زاماخوفسکی
- ترسا مارچفسکا
- ووادیسواف کووالسکی
- یژی بینچیتسکی
- آرتور بارچیش
- اوا ویشنیفسکا
- ماچئی کوزووفسکی
- مونیکا بُلی
- اِوا وِنتسل
- ائوگنیا هرمان
- ماچئی اوروئوش
- هالینا روویتسکا
- میروسواوا مارخلوک
- داریا ترافانکوفسکا
- الکساندر بدناش